# Attica Blues
Attica Blues è un album discografico del sassofonista jazz Archie Shepp pubblicato dalla Impulse! Records nel 1972.

## Il disco
Il titolo dell'album è un diretto riferimento ai disordini avvenuti nel carcere di Attica nel 1971; Shepp scrisse di getto l'omonimo brano a seguito dell'ondata emotiva causata dalla repressione violenta da parte della polizia  (sul campo restarono 39 vittime, di cui 10 guardie carcerarie e 29 carcerati, e più di 200 prigionieri feriti, di cui 80 in modo grave; ai superstiti, inoltre, furono usate torture e pestaggi. Nei giorni seguenti la stampa locale affermò che le gole degli ostaggi erano state tagliate dai rivoltosi, cosa che risultò del tutto infondata dalle successive autopsie, che appurarono che tutti i decessi erano stati provocati dalle pallottole delle forze dell'ordine). Il disco di Shepp è pregno di contenuti, dalle forti tensioni e tematiche razziali, gli estremismi sonori degli album precedenti in Attica Blues si stemperano leggermente, ricercando una maggiore immediatezza. Shepp si pone come interlocutore del popolo ed esecutore di musica per il popolo, miscelando insieme una gran varietà di stili musicali, impegno politico e sociale, in un disco composito sin dall'apertura. La title track vede la presenza di chitarre wah wah e un trio di voci femminili in stile soul, mentre tra tappeti di archi e contrappunti di ottoni, cornette e trombe, il sax tenore di Shepp si preoccupa di far salire la tensione. Lo stesso approccio è utilizzato anche in Blues For Brother George Jackson, brano d'apertura della seconda facciata, uno strumentale tra funk e ritmi tribali studiato per dare ai fiati lo spazio per qualche parentesi di improvvisazione. Le due parti di Steam vanno invece in direzione nettamente opposta impiegando violino, viola, piano elettrico, flauto, sorretti da un tappeto sonoro di ottoni in sottofondo. Ballad For A Child, è un brano dall'impianto soul caldo e seducente, mentre Good Bye Weet Pops, possiede sonorità da big band memori dei maestri Duke Ellington e Charles Mingus inframezzando momenti swing ad aperture orchestrali improvvisate. In Quiet Dawn, altra traccia dalla sonorità tribale, è presente alla voce una giovanissima Waheeda Massey, figlia di Cal Massey, autore del brano. Completano il tutto gli intermezzi recitati di Invocation: Attica Blues e Invocation: Ballad For A Child, ed il free jazz sperimentale di Invocation To Mr. Parker, dedicata alla memoria del sassofonista Charlie Parker.

## Tracce
- Tutti i brani sono opera di Archie Shepp, eccetto dove indicato diversamente.

1. Attica Blues (Beaver Harris, Archie Shepp) - 5:06 (including invocation by Beaver Harris)
2. Steam (Part 1) - 5:07
3. Invocation To Mr. Parker (Bart Gray, Shepp) - 3:16
4. Steam (Part 2) - 5:10
5. Blues For Brother George Jackson - 4:24
6. Ballad For A Child (Harris, Shepp) - 3:41 (including invocation by Beaver Harris)
7. Good-Bye Sweet Pops (Cal Massey) - 4:22
8. Quiet Dawn (Massey) - 6:12

- Registrato agli A&R Studios, NYC, 24–26 gennaio 1972.

## Formazione
- Archie Shepp: sax tenore e soprano
- Clifford Thornton: cornetta
- Roy Burrows, Charles McGhee, Michael Ridley: tromba
- Cal Massey: flicorno soprano
- Charles Greenlee, Charles Stephens, Kiane Zawadi: trombone
- Hakim Jami: eufonio
- Clarence White: sax alto
- Marion Brown: sax alto, flauto, flauto bamboo, percussioni
- Roland Alexander, Billy Robinson: sax tenore
- James Ware: sax baritono
- John Blake, Leroy Jenkins, Lakshinarayana Shankar: violino
- Ronald Lipscomb, Calo Scott: violoncello
- Dave Burrell: pianoforte elettrico
- Walter Davis Jr.: pianoforte elettrico, pianoforte
- Cornell Dupree: chitarra
- Jimmy Garrison, Gerald Jemmott, Roland Wilson: contrabbasso
- Ollie Anderson, Nene DeFense, Juma Sultan: percussioni
- Beaver Harris, Billy Higgins: batteria
- Joshie Armstead, Henry Hull, Waheeda Massey, Albertine Robertson, Joe Lee Wilson: voce
- Bartholomew Gray, William Kunstler: voce narrante
- RoMas: arrangiamento
- Romulus Franceschini: conduzione musicale